# Manoel Carlos de Andrade

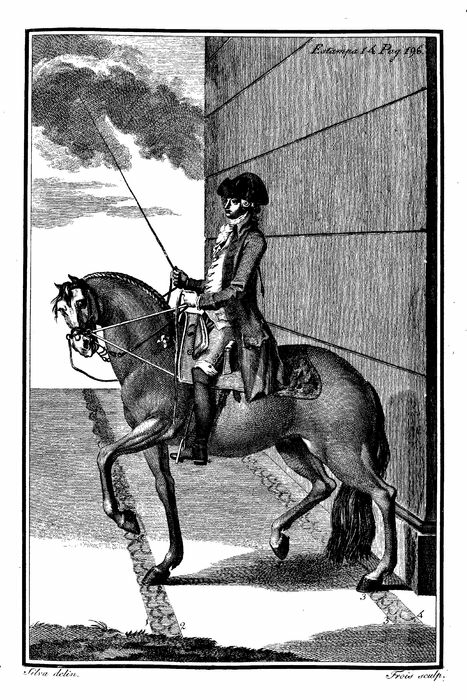
Manoel Carlos de Andrade

Manoel Carlos de Andrade (* 1755; † 1817) war Bereiter an der portugiesischen Hofreitschule.

## Leben
Manoel Carlos de Andrade war Schüler eines der zu seiner Zeit bekanntesten und anerkanntesten Reitmeister: Dom Pedro de Alcântara e Meneses, Marquis von Marialva. In seinem Werk Luz da Liberal e Nobre Arte da Cavallaria – deutsch: Die edle Kunst des Reitens – überlieferte er nicht nur die Ansichten und Lehren seines Lehrmeisters, sondern verglich diese auch mit den Lehren de la Guérinières, den er als erster ins Portugiesische übertragen hat, sowie den Lehren von Newcastle und Pignatelli. Das Werk versucht nicht nur einen Überblick über die Reitkunst seiner Zeit zu geben, sondern vermittelt alles Wissenswerte rund ums Pferd, von Zucht, Haltung, Biologie, Medizin bis zu Ausrüstung und Turnierorganisation. De Andrade schrieb damit das bis heute bedeutendste Werk zur portugiesischen Reitkunst.